# Dundler Károly
Dundler Károly (Gyula, 1874. július 13. – Békéscsaba, 1919. április 27.) asztalos, pártmunkás.

## Élete
Dundler József szűcs és Moldovány Rozália római katolikus szülők gyermeke, 1874. július 14-én keresztelték. 12 éves korában asztalostanonc lett, később segédként különböző európai országokban megfordult és gyárakban, üzemekben, valamint mestereknél vállalt munkát. Miután hazatért Németországból, dolgozott Aradon is. Méhészettel is foglalkozott, ahol a vidék viszonyainak megfelelő kaptárkereteket készített, melyeket róla Dundler-féle vagy eleki keretnek neveztek el. 1900 körül szülővárosában kapcsolódott be a munkásmozgalomba. 1907-ben már az asztalosok sztrájkját szervezte, a következő évben pedig a gyulai munkásság képviselőjeként volt jelen az MSZDP országos kongresszusán. Az őszirózsás forradalom alatt a gyulai Nemzeti Tanács tagja volt, a komün alatt pedig a helyi munkás- és katonatanács, illetve a tanács intézőbizottságának volt tagja. Gyulán a vörös uralom 1919. április 24-ig tartott, ennek összeomlása után április 25-én a román királyi csapatok bevonulásakor nem menekült el. A parancsnok a helyi forradalom vezetői elfogatta, majd április 27-én délután Dundler Károlyt, Grűnfeld Jakabot, Belcznai Sándort és Oláh Tódort egy rövid ideig tartó kihallgatást követően kivégezték a Veszcly-hídnál, s a helyszínen temették el.